# 藓状景天
藓状景天（学名：Sedum polytrichoides）为景天科景天属的植物，是中国的特有植物。分布在中国大陆的陕西、河南、江西、辽宁、浙江、吉林、安徽、山东、黑龙江等地，生长于海拔1,000米的地区，常生长在山坡石上，目前尚未由人工引种栽培。

## 别名
柳叶景天（东北植物检索表）